# بخش اسپنسر (شهرستان لوکاس، اوهایو)
بخش اسپنسر (به انگلیسی: Spencer Township) یک منطقهٔ مسکونی در ایالات متحده آمریکا است که در شهرستان لوکاس، اوهایو واقع شده‌است.
 بخش اسپنسر ۳۱٫۴ کیلومتر مربع مساحت و ۱٬۸۸۲ نفر جمعیت دارد و ۲۰۴ متر بالاتر از سطح دریا واقع شده‌است.